# شعب أوروتش
 

توطين شعب أوروتش في المنطقة الفيدرالية في الشرق الأقصى من خلال المستوطنات الحضرية والريفية في %، تعداد 2010

شعوب اوروتش Orochs (الروسية О́рочи)، Orochons، أو Orochis (التسمية الذاتية: Nani) هم شعب روسيا الذي يتحدث لغة اوروتش من المجموعة الجنوبية من اللغات التونغوسية. وفقًا لتعداد عام 2002، كان هناك 686 شخص من شعب أوروتش في روسيا. وفقًا لتعداد عام 2010، كان هناك 596 أوروتش في روسيا.
استقر شعب الأوروتش في الجزء الجنوبي من إقليم خاباروفسك في روسيا وعلى نهري آمور وكوب. وفي القرن التاسع عشر هاجر بعضهم إلى سخالين. في أوائل ثلاثينيات القرن العشرين، تم إنشاء منطقة أوروتشي الوطنية، ولكن تم إلغاؤها بعد فترة وجيزة "بسبب نقص السكان الأصليين".
لأن الناس لم يكن لديهم لغة مكتوبة أبدًا، فقد تلقوا تعليمهم باللغة الروسية. تعتبر لغة، أوروتش على وشك الانقراض؛ فوفقًا لتعداد عام 2021، لا يوجد سوى حوالي 43 متحدث أصلي للغة. إنهم يتبعون الشامانية والكنيسة الأرثوذكسية الروسية.

## تاريخهم
بين عامي 1963 و1993، حدثت تغييرات كبيرة في عائلات أوروتش، فقد أصبحت جميع زيجات أوروتش تقريبًا بين عرقين مختلفين - في الفترة 1951-1955، كانت 73% من زيجات أوروتشي بين عرقين مختلفين، وفي الفترة 1991-1995 كانت النسبة 9% فقط. 
وارتفعت حصة الزيجات بين الاوروتش والروس بشكل حاد من 9% في الفترة 1951-1955 إلى 82% في الفترة 1991-1995. 

ايضا انخفض الحد الأقصى لحجم عائلة أوروتش من 10 إلى 7 أشخاص من عام 1963 إلى عام 1993. كان متوسط حجم الأسرة في أوروتشي في عام 1993 هو 2.9 شخصًا، مقارنة بـ 4.8 في عام 1963.

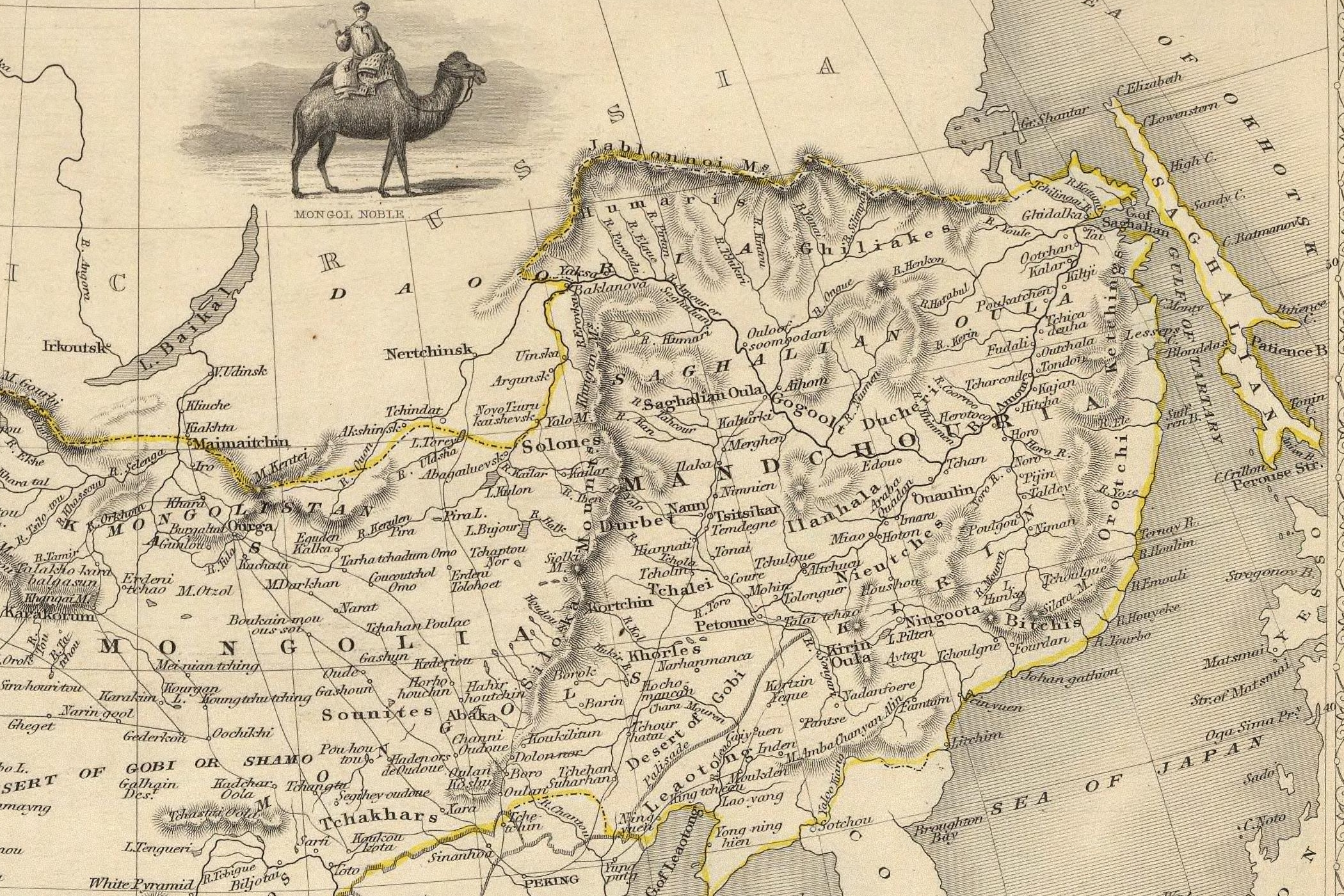
تقع أوروتشي بالقرب من بحر اليابان على خريطة عام 1851.

## روابط خارجية
- The Orochis in The Red Book of the Peoples of the Russian Empire
- Ethnologue link